# (5075) Горячев
(5075) Горячев (лат. Goryachev) — типичный астероид главного пояса, открыт 13 октября 1969 года советским астрономом Беллой Бурнашёвой в Крымской астрофизической обсерватории и 26 октября 1996 года назван в честь астронома Николая Горячева.

## Обнаружение и именование
(5075) Горячев
Открыт 13 октября 1969 года в Крымской астрофизической обсерватории Б. А. Бурнашёвой.
Назван в память о профессоре астрономии Томского университета Николае Никаноровиче Горячеве (1883—1940), который в 1920 году основал и до 1940 года возглавлял кафедру астрономии. Он является автором многочисленных работ по небесной механике, кометам, метеорам и астрометрии. В частности, он был известен своей работой над методом Альфана для вычисления вековых возмущений и его применением к Церере (1 Ceres). Более 20 лет Горячев читал лекции по астрономии и геодезии в Томском университете и Томском политехническом институте.
Оригинальный текст (англ.)5075 Goryachev
Discovered 1969 Oct. 13 by B. A. Burnasheva at the Crimean Astrophysical Observatory.
Named in memory of Nikolaj Nikanorovich Goryachev (1883—1940), professor of astronomy at Tomsk University, who in 1920 founded and until 1940 headed the department of astronomy. He is the author of numerous papers on celestial mechanics, comets, meteors and astrometry. In particular, he was known for his work on Halphenʹs method for computing secular perturbations and his application of this to (1) Ceres. For more than 20 years Goryachev delivered lectures on astronomy and geodesy at Tomsk University and Tomsk Polytechnic Institute.
Источники: 19961026/MPCPages.arc; M.P.C. 28089.

## Орбита

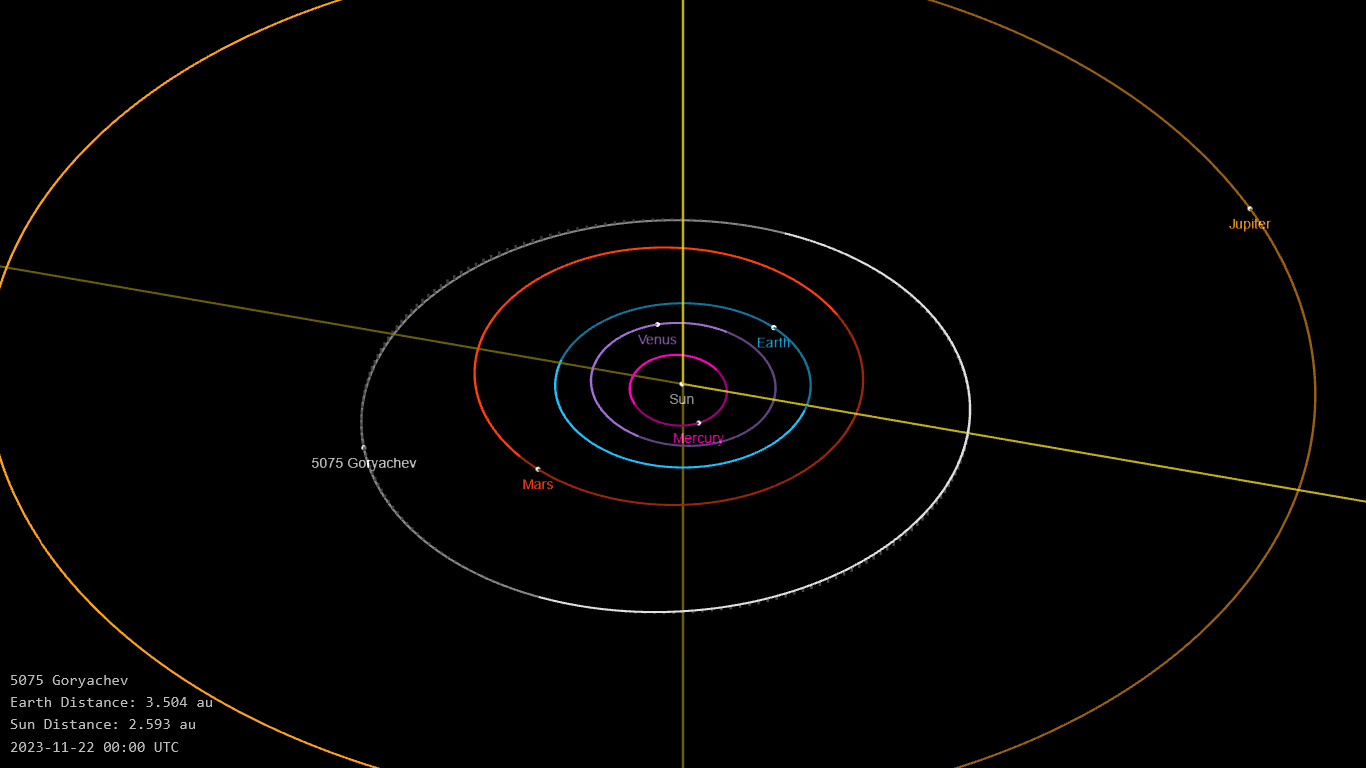
Орбита астероида Горячев и его положение в Солнечной системе

## Физические характеристики
Из наблюдений телескопа VISTA следует, что астероид относится к таксономическому классу S.
По результатам наблюдений в видимом и ближнем инфракрасном диапазоне космического телескопа NEOWISE диаметр астероида оценивался равным 4,839±0,181 км и 5,64±1,48 км. Согласно тем же источникам альбедо оценивается как 0,3003±0,0885, 0,20±0,12 и 0,300±0,089.